# Randers
Randers – miasto w Danii, szóste co do wielkości w kraju, siedziba gminy Randers.

## Gospodarka
W mieście rozwinął się przemysł maszynowy, samochodowy, włókienniczy oraz spożywczy.
W mieście jest stacja kolejowa Randers.

## Historia
Od XIII wieku ośrodek handlu i przemysłu.

## Zabytki oraz interesujące miejsca
- Dom przy Storegade 13 jest to miejsce, gdzie duński szlachcic Niels Ebbeson zabił hrabiego Gerharda Holsztyńskiego w 1340 roku.
- Las deszczowy Randers (Randers Regnskov) las deszczowy w trzech gigantycznych kopułach, największa tego typu atrakcja w Europie Północnej. Każda kopuła prezentuje florę i faunę innego kontynentu: Azji, Ameryki Południowej i Afryki. Znajduje się tutaj ok. 350 różnych gatunków roślin i ponad 175 gatunków zwierząt.

## Miasta partnerskie
- Ålesund, Norwegia
- Akureyri, Islandia
- Jelenia Góra, Polska

## Sport
- Randers FC